# Paratorix baicalensis
Paratorix baicalensis — монотипичний вид п'явок з роду Paratorix підродини Toricinae родини Пласкі п'явки ряду Хоботні п'явки (Rhynchobdellida). Синоним Torix baicalensis.

## Опис
Загальна довжина досягає 10-12 мм, завширшки 5-7 мм. Має 3 пари очей, які добре розвинені. Тіло сплощене, овалоподібне. Передня присоска практично дорівнює ширині тіла. Задня присоска маленька. Тіло вкрито сосочками, борозни між сегментами доволі великі й чіткі.
Забарвлення коричнювате.

## Спосіб життя
Може жити лише у холодній воді, що насичена киснем. Тримається переважно біля дна, може витримувати глибину від 7 до 20 м. Є ектопаразитом, живиться кров'ю рибами, переважно представниками родів Comephorus і Limnocottus.
Стосовно парування і розмноження відомості відсутні.

## Розповсюдження
Є ендеміком Байкалу.